# Erbsensuppe

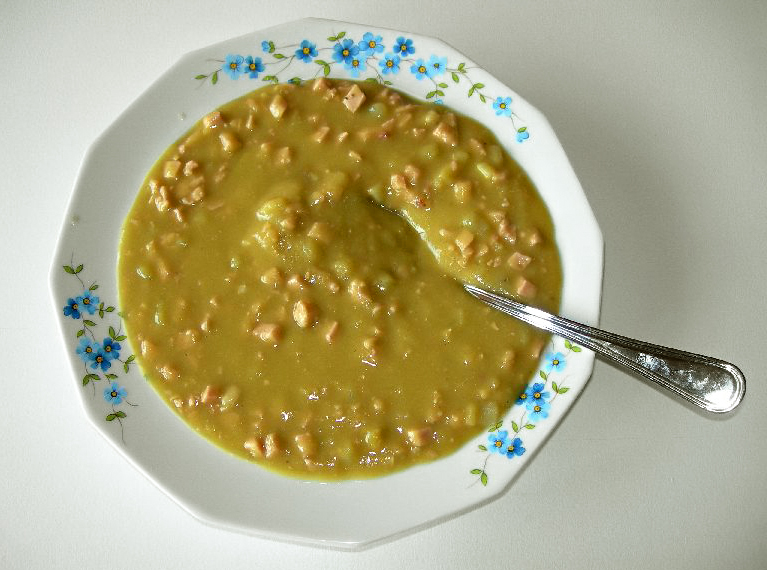
Erbsensuppe mit Einlage

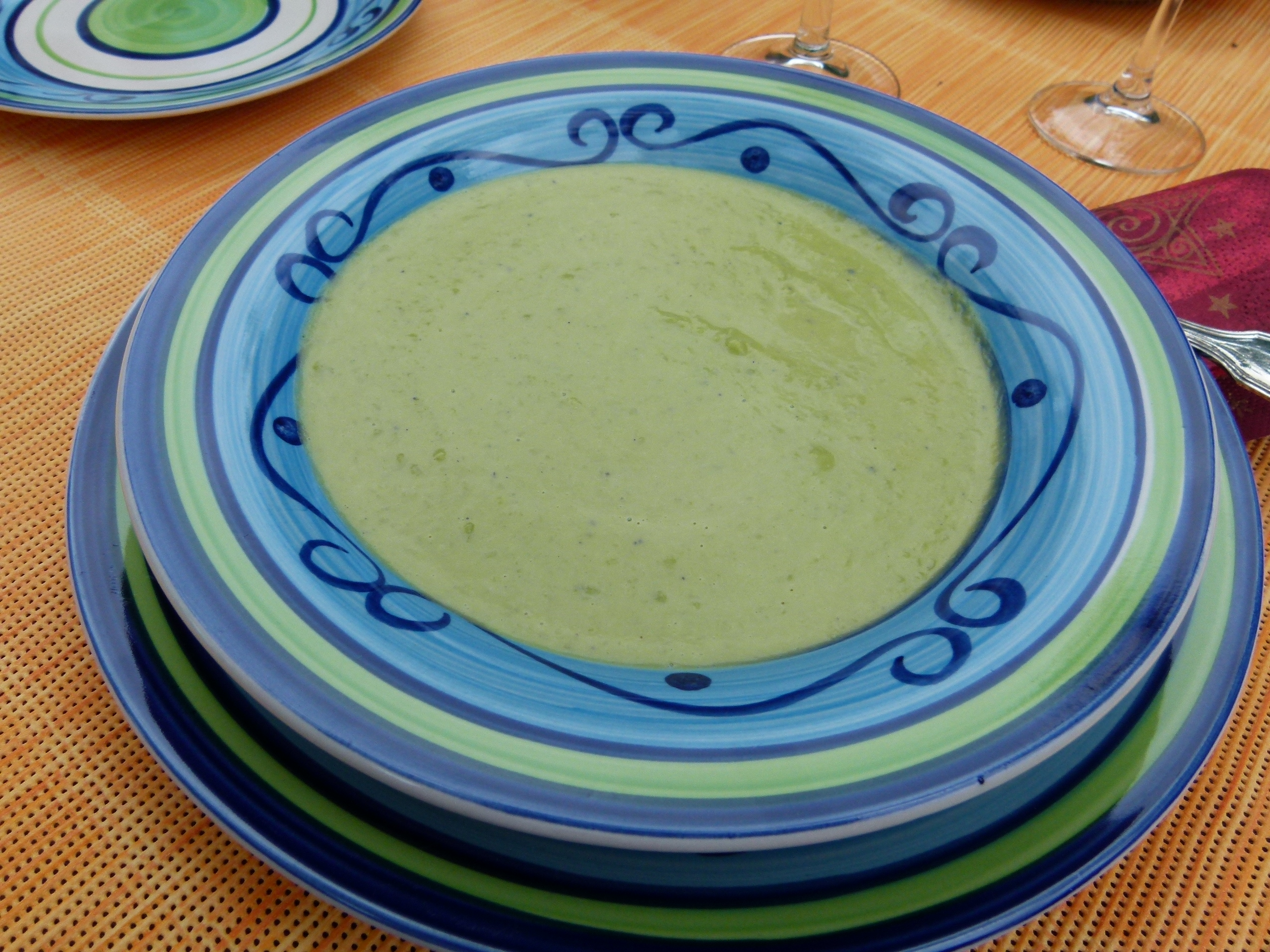
Pürierte grüne Erbsensuppe

Erbsensuppe ist eine Suppe oder Eintopfgericht aus getrockneten, seltener auch frischen Erbsen. Sie gehört in zahlreichen Ländern zu den traditionellen Gerichten, wobei sich die Zubereitungsarten je nach Region unterscheiden. 

## Zubereitung
Zur Zubereitung einer klassischen Erbsensuppe werden getrocknete grüne oder gelbe Erbsen mehrere Stunden eingeweicht (was bei gespaltenen und geschälten oder bei frischen Erbsen entfällt) und im Einweichwasser gekocht, bis sie weich sind. Je nach Rezept wird die Suppe mit Kräutern wie Majoran und Thymian gewürzt, durch ein Sieb gestrichen, mit Speck, Pökelfleisch wie Kasseler oder Würstchen angereichert und mit Kartoffeln, Zwiebeln und anderem Suppengemüse ergänzt. Die Konsistenz von Erbsensuppe ist häufig sämig bis breiartig wie zum Beispiel bei den Berliner Löffelerbsen. Mit einem Pürierstab können die gekochten Erbsen schaumig püriert werden. Ähnlich der Berliner Löffelerbsensuppe ist böhmische Variante Hrachova mit Schweinsohren und Röstbrotwürfeln.

### Mythos Salz
Weit verbreitet ist der Mythos, dass getrocknete Hülsenfrüchte ohne Salz gegart werden sollen, da das vermeintlich die Garzeit verringere. Hierbei handelt es sich aber um einen Irrtum, dessen Ursprung möglicherweise aus Zeiten mit sehr hartem Wasser stammt. Dieses ist es, genauso wie Säure, wodurch tatsächlich die Garzeit verlängert wird. Salz dagegen kann sogar die Garzeit verkürzen, weil es die Pektinketten lockert und damit den Garprozess unterstützt.

## Geschichte
Erbsen, die zu den eiweißreichsten Hülsenfrüchten gehören, stammen aus Vorderasien, werden in Europa seit mindestens 6000 Jahren angebaut und gehören seitdem wie auch Linsen und Bohnen zu den Grundnahrungsmitteln der ärmeren Bevölkerung. In Aristophanes’ Komödie Die Vögel aus dem 5. Jahrhundert v. Chr. wird Erbsensuppe erwähnt, die damals schon in den Straßen Athens verkauft wurde. In Schweden und Finnland ist Erbsensuppe ein traditionelles Gericht am Donnerstag, um sich für das freitägliche Fasten zu stärken. Die ebenfalls traditionell darauf folgenden süßen Pfannkuchen „entschädigen“ für das einfache Mahl. Der schwedische König Erik XIV. soll mit einer vergifteten Erbsensuppe ermordet worden sein.
In der Seefahrt nahmen Erbsen und Erbsensuppe eine wichtige Stellung ein, da getrocknete Erbsen sehr lange haltbar sind. So ist überliefert, dass eine breiige Erbsensuppe auf dem Schoner Christiane mit verschiedenen Beilagen wie Salzfleisch, Pflaumen oder Fisch viermal wöchentlich an die Mannschaft ausgegeben wurde. Da es auch Kapitäne gab, die ihre Mannschaft nur mit Erbsensuppe versorgten, schrieb die Hamburger Schifffahrtsrolle aus dem 19. Jahrhundert vor, an welchen Tagen und wie die Erbsensuppe gereicht werden durfte. Auch auf anderen Schiffen war Erbsensuppe Grundlage der Ernährung.
Die als Zeichen der Armut geltende und damals zur Verpflegung des Militärs verbreitete Erbsensuppe wurde seit 1867 als eines der ersten industriellen Fertiggerichte unter dem Namen Erbswurst angeboten; zum Ende 2018 wurde deren Produktion eingestellt.